# أبله رمادي
أبله رمادي أو خرشنة رمادية (الاسم العلمي Anous albivitta)، طائر بحري من جنس خرشنة غافلة وفصيلة النورسية.